# (85989) 1999 JD6
(85989) 1999 JD6 est un astéroïde potentiellement dangereux de type Aton découvert à Anderson Mesa le 12 mai 1999 par LONEOS. Sa taille est d'environ 1 500 mètres. Il s'est approché à 18,85 fois la distance Terre-Lune (soit 7 246 000 kilomètres) de la Terre le 25 juillet 2015 à 4 h 55 TU.